# Młynki (powiat starogardzki)
Młynki – mała osada kociewska w Polsce położona w województwie pomorskim, w powiecie starogardzkim, w gminie Lubichowo na północnowschodnim skraju obszaru Borów Tucholskich nad Wdą.
W latach 1975–1998 miejscowość należała administracyjnie do województwa gdańskiego.